# Janez Zlatoust Pogačar

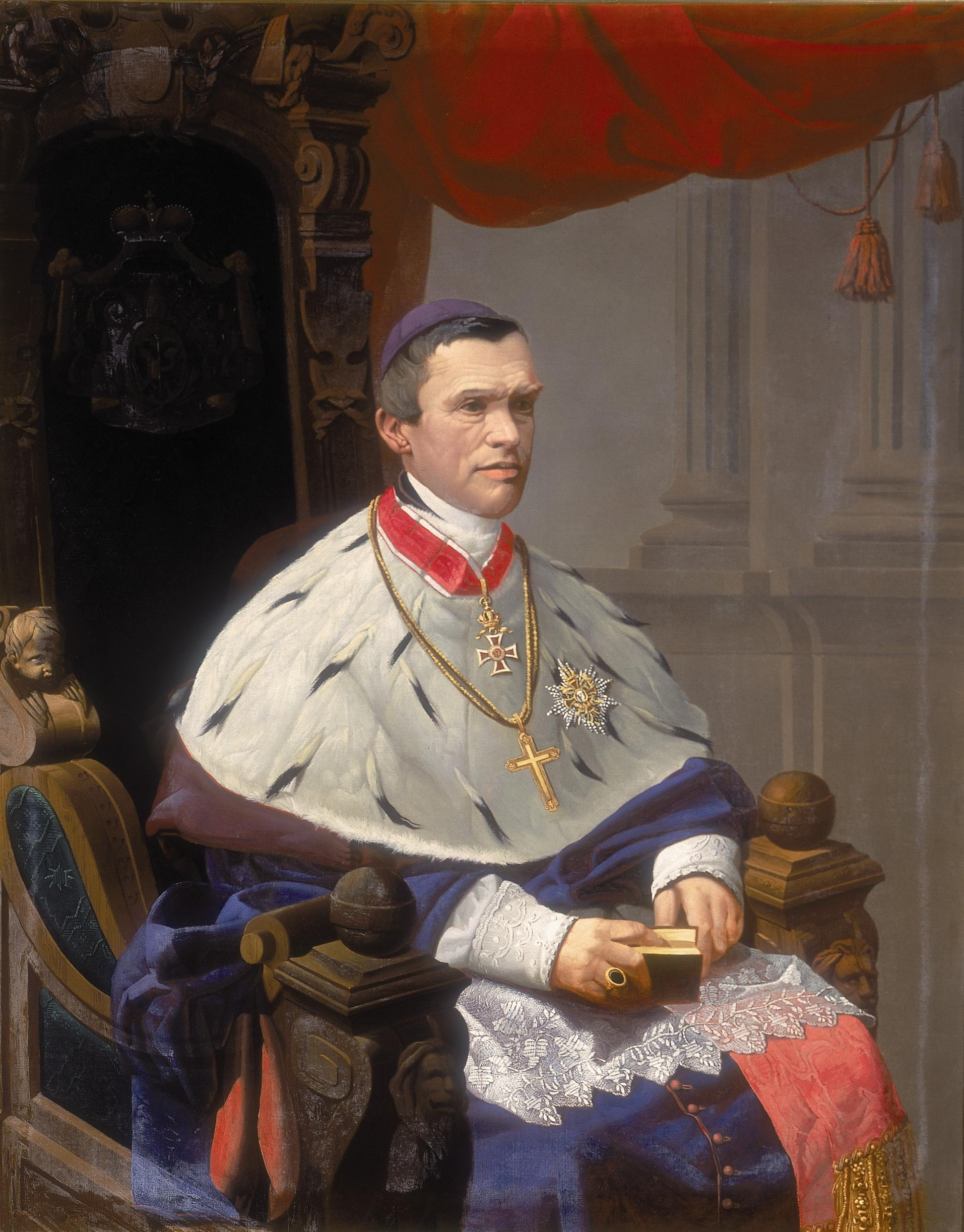
Fürstbischof Janez Zlatoust Pogačar (um 1880)

Janez Zlatoust Pogačar, auch Johann Chrysostomos Pogacar (* 22. Januar 1811 in Vrba, Oberkrain, † 25. Januar 1884 in Ljubljana (Laibach)), war ein slowenischer Geistlicher und römisch-katholischer Fürstbischof von Laibach.

## Werdegang
Janez Pogačar studierte von 1830 bis 1834 am Priesterseminar in Laibach und danach bis 1837 am Augustineum in Wien. Er wurde 1834 zum Priester geweiht und 1837 zum Dr. theol. promoviert. Von 1838 bis 1843 lehrte er Pädagogik, zeitweise auch Altes Testament und Metaphysik, ab 1842 Dogmatik am Laibacher Priesterseminar. Ab 1846 leitete er dort das neugegründete bischöfliche Gymnasium Aloysianum. 1848 begründete er das religiöse Wochenblatt Slovenski cerkveni časopis (später Zgodnja danica) sowie die Laibacher Kirchenzeitung und das Laibacher Diözesanblatt.
1875 wurde Pogačar zum vorletzten Fürstbischof von Laibach ernannt. Er führte Pastoralkonferenzen ein, bemühte sich um eine moderne Priesterausbildung und war als Vorsitzender der Kommission zur Herausgabe des slowenisch-deutschen Wörterbuchs Slovensko-nemški slovar tätig.

## Würdigung
In Ljubljana trägt der Pogačar-Platz den Namen des Bischofs.